# Chalet Ben Jeloun
El chalet Ben Jeloun o chalet Ben Yelun es un edificio protegido de estilo art déco del Ensanche Modernista de la ciudad española de Melilla situado en la carretera Farhana, calle E y que forma parte del Conjunto Histórico Artístico de la Ciudad de Melilla, un Bien de Interés Cultural.

## Historia
Fue construido en 1943 para Ben Jeloun.

## Descripción
Consta de planta baja, planta principal y una torreta con ventanas almenadas con un tejado de tejas verdes, estando situado sobreelevado con respecto a sus jardines, desnivel que se salva con una escalinata, a continuación de la que se sitúa un porche, entrándose por unas arcadas con ladrillo visto.
Está construido con paredes de mampostería de piedra local y ladrillo macizo, con vigas de hierro y bovedillas de ladrillo macizo para los techos. Destacan de sus fachadas su cuidadosa y muy elegante decoración, con bandas de cerámica blanca.